# 珍妮德爾曼
《珍妮德爾曼》（法語：Jeanne Dielman, 23, quai du commerce, 1080 Bruxelles）是1975年的藝術電影，為比利時導演香妲·艾克曼執導的第二部長片。
紐約時報在本片上映後盛讚其為「女性電影的第一部傑作」；後來更被視為女性主義經典作品，2000年時村聲雜誌將本片列為「20世紀最偉大的100部電影」中第19名。

## 劇情
珍妮是一位住在比利時的寡婦，與兒子相依為命，她每日按照固定的模式做家事和接客；電影聚焦在她三天瑣碎的生活，直至某天固定的行程亂了套，逐漸瓦解她的生活。

## 演員
- 黛芬·賽赫意 - 珍妮·德爾曼
- Jan Decorte - 斯勒凡·德爾曼

## 外部連結
- 互联网电影数据库（IMDb）上《珍妮德爾曼》的资料（英文）
- 爛番茄上《珍妮德爾曼》的資料（英文）
- 開眼電影網上《珍妮德爾曼》的資料（繁體中文）